# Bahnhof Salzburg Mülln-Altstadt
Die Haltestelle Salzburg Mülln-Altstadt ist eine seit 2009 in Betrieb stehende Bahnhaltestelle in der österreichischen Stadt Salzburg an der Bahnstrecke Rosenheim–Salzburg.

## Geschichte
Bereits seit der Planfertigstellung des Projektes S-Bahn Salzburg wurde über die Eröffnung weiterer Bahnhöfe und Haltestellen entlang der Bahnstrecke Salzburg Hbf–Rosenheim diskutiert, deren Schwerpunkt auf dem Streckenabschnitt zwischen Salzburg Hbf und dem Bahnhof Freilassing lag, da dieser verkehrsgünstig liegt, um bevölkerungsreiche Stadtteile Salzburgs an den Personennahverkehr anzubinden. Daher wurden im Dezember 2009 die Stationen Salzburg Mülln-Altstadt und Salzburg Aiglhof in Betrieb genommen. Die Haltestelle Salzburg Liefering weiter Richtung Freilassing ging im Jahre 2014 in Betrieb.

## Anbindung
Die Haltestelle Salzburg Mülln-Altstadt liegt exakt an der Grenze der Salzburger Stadtteile Mülln und Lehen. Die Bezeichnung Altstadt im Namen der Station rührt daher, dass die Altstadt von Salzburg sich in fußläufiger Entfernung (ca. 15 Gehminuten) befindet, sodass für hier ankommende Touristen die Benützung eines zusätzlichen Verkehrsmittels entfallen kann.
Der Bahnsteig geht ostseitig unmittelbar in eine neu errichtete Brücke über die Salzach mit Gehweg über, sodass Fahrgästen der Haltestelle auch eine Gehverbindung aus dem Stadtteil Elisabeth-Vorstadt ermöglicht wird. Westseitig liegt die Haltestelle nahe dem Landeskrankenhaus Salzburg und ist an das Obus-Netz (Linien 4 und 7) sowie das Autobus-Netz (Linie 24) angeschlossen.

## Gleisanlagen

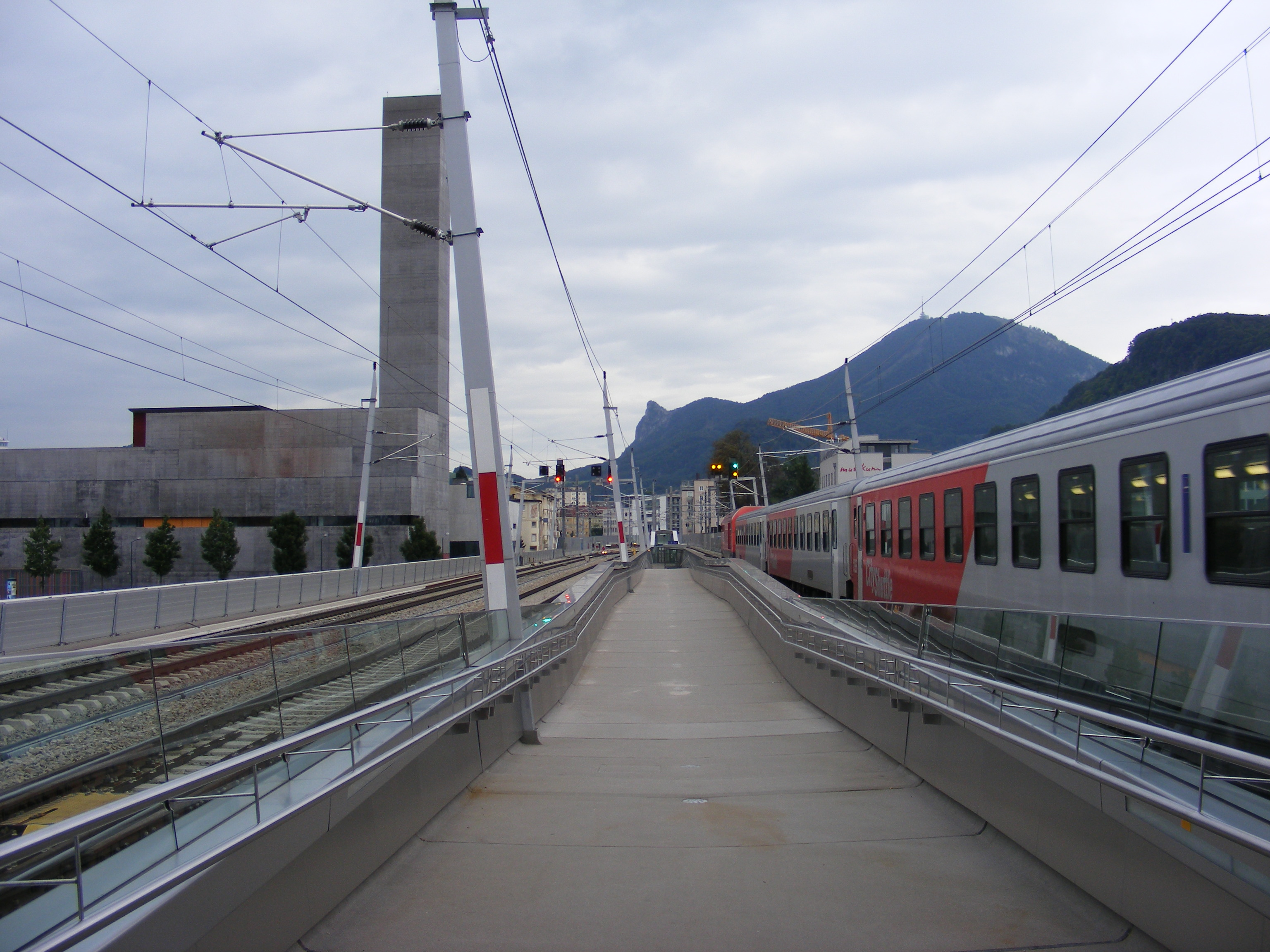
Zugang zum Bahnsteig aus westlicher Richtung über die Eisenbahnbrücke

Die Haltestelle verfügt über einen Mittelbahnsteig und zwei Bahnsteiggleise. Die Züge in Richtung Salzburg Hbf verkehren am Gleis 1, in Richtung Freilassing an Gleis 2. Neben dem Gleis 2 verläuft ein drittes Gleis, welches nur von durchfahrenden Zügen genützt wird.

## Verkehr

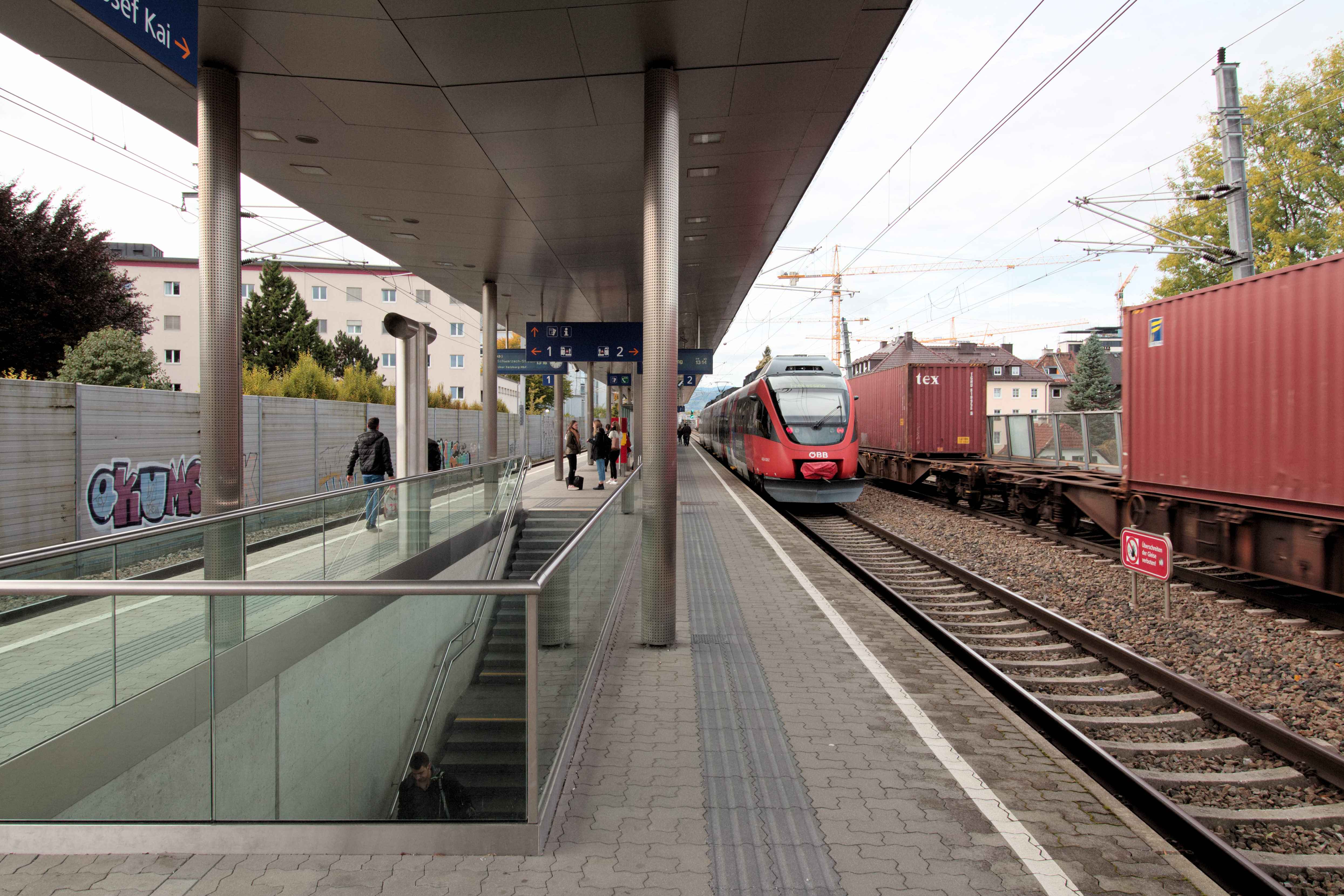
Bahnsteig der S-Bahn-Haltestelle Salzburg Mülln-Altstadt
(Abfahrt einer S3 Richtung Freilassing und Durchfahrt eines Güterzuges in dieselbe Richtung)

Seit Beginn verkehrt die S-Bahn-Linie S3 der S-Bahn-Salzburg von Golling-Abtenau über Salzburg Hbf und Freilassing nach Bad Reichenhall. Seit dem Fahrplanwechsel im Dezember 2017 verkehrt zusätzlich die S-Bahn-Linie S2 von Straßwalchen über Salzburg Hbf nach Freilassing. Die Station wird ebenso von einigen Regionalzügen angefahren, welche von Salzburg Hbf nach Deutschland oder in Gegenrichtung von Freilassing nach Oberösterreich (Wels, Linz, Braunau) verkehren. Einzelne Fahrten der S-Bahn-Linie S2 fahren an Sonn- und Feiertagen ab Freilassing weiter als S4 nach Berchtesgaden.
| Zuggattung/ Linie | Streckenverlauf | Taktfrequenz                                               |
| ----------------- | --- | ---------------------------------------------------------- |
| REX               | Braunau – Mattighofen – Friedburg – Straßwalchen West – Salzburg Hbf – Salzburg Mülln-Altstadt – Freilassing                                     | Zweistundentakt (Mo–Fr: Stundentakt)                       |
| RB 45             | Landshut – Vilsbiburg – Neumarkt St-Veit – Mühldorf – Garching – Freilassing – Salzburg Mülln-Altstadt – Salzburg Hbf                            | Zweistundentakt                                            |
| S2/R/REX          | Linz – Wels – Straßwalchen – Seekirchen – Salzburg Hbf – Salzburg Mülln-Altstadt – Freilassing (– Berchtesgaden)                                 | Stundentakt                                                |
| S3                | Bad Reichenhall – Piding – Freilassing – Salzburg Mülln-Altstadt – Salzburg Hbf – Hallein – Golling-Abtenau – Schwarzach St. Veit (– Saalfelden) | Stundentakt (Mo–Sa: Halbstundentakt Freilassing – Golling) |
| S4                | Salzburg Hbf – Salzburg Mülln-Altstadt – Freilassing – Bad Reichenhall – Berchtesgaden                                                           | Einzelne Züge                                              |
| RE 5              | München Hbf – Rosenheim – Traunstein – Freilassing – Salzburg Mülln-Altstadt – Salzburg Hbf                                                      | Einzelner Zug                                              |